# Верхняя Корса
Верхняя Корса (тат. Югары Курса) — село в Арском районе Республики Татарстан, в составе Среднекорсинского сельского поселения.

## Этимология
Топоним произошёл от татарского слова «югары» (верхний) и гидронима «Курса» (Курса).

## География
Село расположено на реке Кисьмесь, в 8 км к востоку от города Арск.

## История
Село было основано в период Казанского ханства.
В XVIII — первой половине XIX века жители села числились государственными крестьянами. Основные занятия жителей в этот период — земледелие и скотоводство, были распространены печной, плотничный, портняжный, скорняжный и шерстобитный промыслы, пчеловодство.
С начала XIX века в селе действовало медресе. В первой половине XIX века здесь была возведена мечеть. Имам-хатибом прихода был уроженец села Габденнасыр Курсави.
В «Списке населенных мест по сведениям 1859 года», изданном в 1866 году, населённый пункт упомянут как казённая деревня Верхняя Корса 1-го стана Казанского уезда Казанской губернии. Располагалась при речке Кисьмесь и колодцах, по правую сторону Сибирского почтового тракта, в 72 верстах от уездного и губернского города Казань и в 50 верстах от становой квартиры во владельческой деревне Пермяки (Богородское). В деревне, в 140 дворах проживали 923 человека (445 мужчин и 478 женщин), была мечеть.
В начале XX века в селе действовали мечеть, медресе, 2 водяные мельницы, кузница, 5 мелочных лавок. В этот период земельный надел сельской общины (совместно с д. Нижняя Корса) составлял 4398 десятин.
До 1920 года село входило в Кармышскую волость Казанского уезда Казанской губернии. С 1920 года в составе Арского кантона ТАССР. С 10 августа 1930 года в Арском, с 19 февраля 1944 года в Чурилинском, с 14 мая 1956 года в Арском районах.
В 1929 году совместно с деревней Средняя Корса был организован колхоз. С 2004 года «Корсинский МТС».

## Население
| 1782 | 1859 | 1897 | 1908 | 1920 | 1926 | 1958 | 1970 | 1979 | 1989 | 2002 | 2010 | 2015 |
| ---- | ---- | ---- | ---- | ---- | ---- | ---- | ---- | ---- | ---- | ---- | ---- | ---- |
| 175  | 923  | 1197 | 1360 | 1484 | 1412 | 397  | 313  | 273  | 211  | 207  | 202  | 184  |

Национальный состав села — татары.

## Экономика
Полеводство, мясо-молочное скотоводство.

## Инфраструктура
В селе действует фельдшерско-акушерский пункт.

## Религия
Мечеть (первая половина XIX века, памятник татарской культовой архитектуры в стиле позднего классицизма).

## Известные люди
- Габденнаср (Абу Наср) Курсави (1771/1776—1812) — религиозный деятель, богослов, просветитель